# سحبان أحمد مروة
سحبان أحمد مروة، مخرج السينمائي وأديب شاعر وكاتب لبناني من بلدة الزرارية – جنوب لبنان

## ولادته ونشأته
من مواليد بلدة الزرارية اللبنانية في العام 1954.
هو شقيق الشهيدة الأولى ضد الاحتلال الإسرائيلي يسار مروة.

## دراسته وعمله
درس الإخراج السنمائي في فنلندا ولكنه لم يعمل بها بل عمل في الإخراج الإذاعي الفنلندي.
وفي لبنان عمل في الصحافة الثقافية، إذ كان مديراً لتحرير مجلة الناقد.

## شعره وأدبه
كان شاعرا بالمحكيه والفصحى، اعتمد في أدبه على تأصيل الغريب كما انه عمل على تحديث النصوص ذات الجذور التراثية ومزج بين المعاصرة والتراث.
يضاف إلى ذلك عمله في الترجمة والذي كانت قمته ترجمته للملحمة الفنلندية (كاليفالا).

## مكتبته
لديه مكتبة تعد من المكتبات الكبرى في جبل عامل حيث تتألف من منزله الذي حوّله إلى مكتبة فمنزله الذي يتألف من سبعة غرف تلمؤها الكتب في كل زاوية منها.

## مؤلفاته
من مؤلفاته:
- «وصف ماريا»
- «حكايات لا حمل لها بين الأعراب»
- «نوادر المُلا نصر الدين الصغري»
- «رسائل ابن عربي»
- «ترجمة للملحمة الفنلندية (كاليفالا)».
- دفتر الوجع
- سمر الأخوان
- ليالي الياسمين
- الغزل الهندي
- «قداس جنائزي» صدر بعد وفاته
- «السّديم والهشيم» صدر بعد وفاته[4]

## وفاته
توفي نهار السبت 24 آذار (مارش) ودفن يوم الأحد في 25/3/2012 بعد أن وجد نائماً بين أوراقه وهو يكتب كتابه الأخير في التراث.

## ما كُتب عنه في الصحافة
- إلى سحبان مروة في موته الأنيق - بلال شرارة[5]
- سحبـان مـروة..مـوعـد مــع مــزيـد مـن الحيـاة - زياد منى[6]
- سحبان مروة...وسفينة الرجاء - حسن مروة[7]